# Trichopilia marginata
Espèce
Classification phylogénétique
Statut de conservation UICN

 LC  : Préoccupation mineure
Statut CITES
Trichopilia marginata est une espèce d'orchidées du genre Trichopilia que l'on rencontre au Costa Rica et au Panama, ainsi qu'au Guatémala et dans quelques zones de Colombie.

## Synonymes
- Trichopilia coccinea Warsz. ex Lindl. & Paxton (1851)
- Trichopilia marginata var. olivacea Rchb.f. (1865)
- Trichopilia crispa Lindl. ex Linden (1869)
- Trichopilia lepida W.G.Sm. (1874)
- Trichopilia marginata var. lepida Veitch (1893)[3]

## Habitat
Cette espèce épiphyte se rencontre surtout dans les forêts humides du Costa Rica et de Panama à une altitude entre 800 et 1 400 mètres.